# Bogdan Musiol
Pour les articles homonymes, voir Musiol.
Bogdan Musiol, né le 25 juillet 1957 à Świętochłowice, est un bobeur allemand.

## Carrière
Bogdan Musiol participe à cinq Jeux olympiques. Lors de ses trois premières participations, il concourt sous les couleurs de l'Allemagne de l'Est. En 1980 à Lake Placid, il obtient la médaille de bronze en bob à deux avec Meinhard Nehmer et est sacré champion olympique de bob à quatre avec Meinhard Nehmer, Hans-Jürgen Gerhardt et Bernhard Germeshausen. Aux Jeux olympiques de 1984 à Sarajevo, il est médaillé d'argent de bob à deux avec Bernhard Lehmann ainsi qu'en bob à quatre avec Bernhard Lehmann, Ingo Voge et Eberhard Weise. Il en fait de même en 1988 à Calgary avec des deuxièmes places en bob à deux avec Wolfgang Hoppe et en bob à quatre avec Wolfgang Hoppe, Ingo Voge et Dietmar Schauerhammer.
Après la réunification allemande, il dispute deux Jeux olympiques avec la délégation allemande :  en 1992 à Albertville, il est médaillé d'argent en bob à quatre avec Wolfgang Hoppe, Axel Kühn et René Hannemann, et aux Jeux olympiques de 1994 à Lillehammer, il est douzième de bob à deux avec Sepp Dostthaler.

## Palmarès

### Jeux Olympiques
- : médaillé d'or en bob à 4 aux JO 1980.
- : médaillé d'argent en bob à 2 aux JO 1984.
- : médaillé d'argent en bob à 4 aux JO 1984.
- : médaillé d'argent en bob à 2 aux JO 1988.
- : médaillé d'argent en bob à 4 aux JO 1988.
- : médaillé d'argent en bob à 4 aux JO 1992.
- : médaillé de bronze en bob à 2 aux JO 1980.

### Championnats monde
- : médaillé d'or en bob à 2 aux championnats monde de 1989.
- : médaillé d'or en bob à 4 aux championnats monde de 1978 et 1991.
- : médaillé d'argent en bob à 4 aux championnats monde de 1982 et 1987.
- : médaillé de bronze en bob à 2 aux championnats monde de 1990.
- : médaillé de bronze en bob à 4 aux championnats monde de 1989.